# Jo Spier

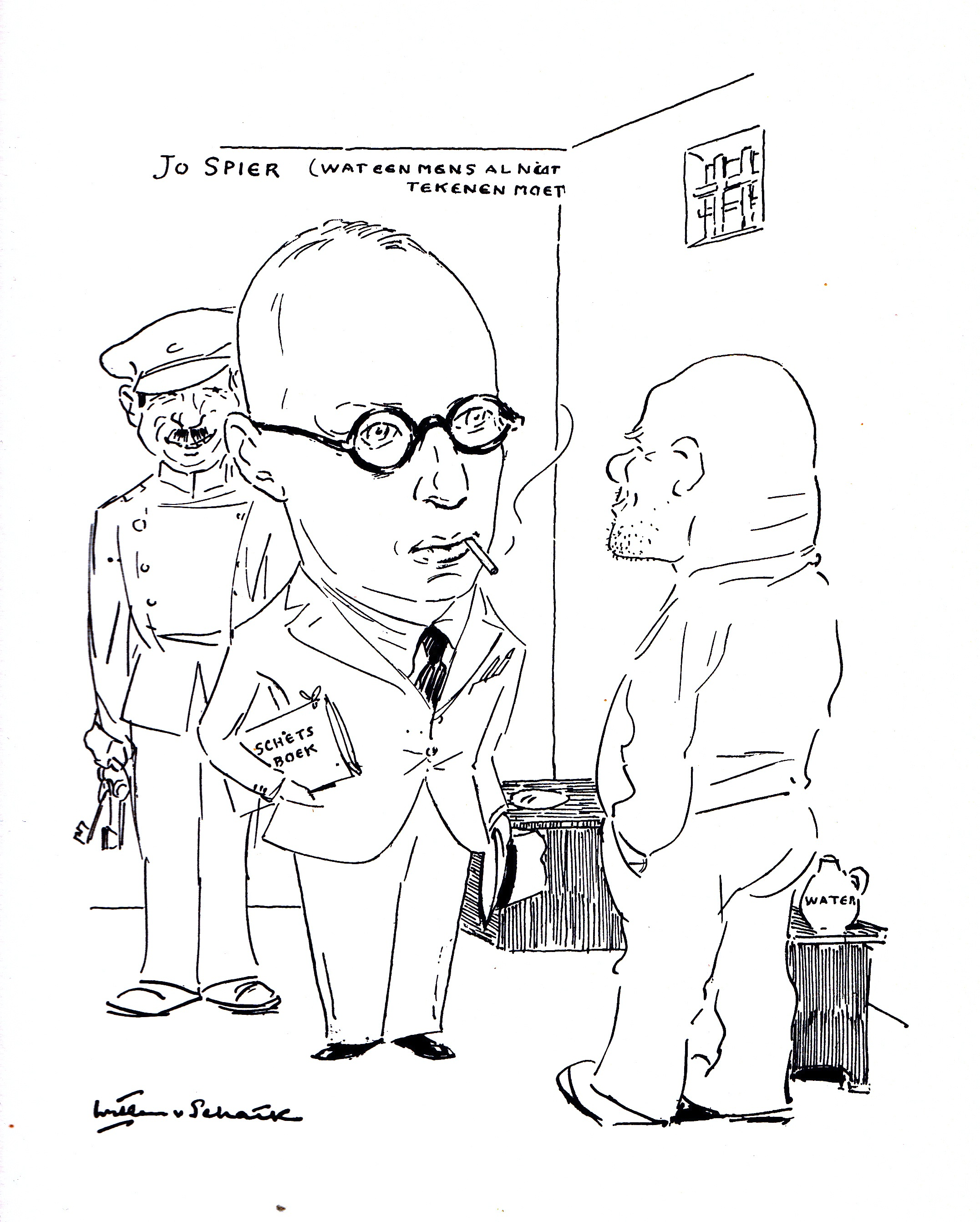
Jo Spier
(tekening door Willem van Schaik, ca. 1937)

Joseph Eduard Adolf (Jo) Spier (Zutphen, 26 juni 1900 – Santa Fe, 21 mei 1978) was een Nederlands illustrator en boekbandontwerper die later emigreerde naar de Verenigde Staten. Hij was van Joodse komaf.

## Leven en werk
Jo Spier was de zoon van Isedore Spier (1873-1956) en Selina (Selma) Elias (1877-1919). Zijn vader was eigenaar van een modezaak in Zutphen. Spier bezocht het gymnasium en trok na het behalen van zijn diploma in 1919 naar Amsterdam, waar hij privéles kreeg van Klaas van Leeuwen. Na zijn militaire diensttijd studeerde hij twee jaar als leerling van J.H. Jurres aan de Rijksakademie van beeldende kunsten. Hij vervolgde zijn opleiding aan de Académie Cormon in Parijs. In 1925 trad hij in het huwelijk met Albertine Sophie 'Tineke' van Raalte. Uit hun huwelijk werden drie kinderen geboren, onder wie zoon Peter, die evenals zijn vader illustrator zou worden.
Spier illustreerde tussen 1924 en 1939 bij het dagblad De Telegraaf. Daarnaast tekende hij diverse reclames, voor onder andere KLM en Peijnenburg. Ook zijn er diverse boeken van zijn hand verschenen. In de jaren 1930 en na de Tweede Wereldoorlog gaf hij les aan de Rijksakademie.
Spier was vanwege zijn Joodse etniciteit gedurende de Tweede Wereldoorlog opgesloten in diverse concentratiekampen. Aan het begin van de oorlog zat hij enige tijd in Westerbork, als straf voor een spotprent die hij in 1939 van Hitler maakte. Daarna zat hij in maart en april met zijn familie (die daar al vanaf februari zat) in Villa Bouchina, een reserveringskamp voor – door de bezetter – 'beschermde' Joden. Van 21 april 1943 tot het einde van de oorlog zat de illustrator opgesloten in Theresienstadt. Daar gedroeg hij zich op een wijze die zijn medegevangenen niet konden waarderen. Zo werkte hij actief mee aan de Duitse propagandafilm Theresienstadt: Ein Dokumentarfilm aus dem jüdischen Siedlungsgebiet en sprak hij enkele malen zijn kampgenoten toe, naar eigen zeggen onder druk van de kampleiding. Ook maakte hij schilderingen op wanden in het ziekenhuis.
Na de oorlog waren er aantijgingen aan Spier over collaboratie met de bezetter. Toen een visumaanvraag in 1951 gehonoreerd werd besloot hij om met zijn familie naar de Verenigde Staten te emigreren. In 1957 kreeg hij het Amerikaans staatsburgerschap. Ook daar werd hij succesvol als illustrator. Tot zijn dood bleef Jo Spier in Amerika wonen; hij overleed op 77-jarige leeftijd bij een bezoek aan een van zijn zonen.
Spier illustreerde meer dan honderd boeken, waaronder Kopstukken van Godfried Bomans. Ook verschenen er verschillende verzamelbundels van zijn tekeningen en postuum enkele tentoonstellingscatalogi.

## Diversen
- In zijn geboortestad Zutphen is een laan naar hem genoemd (een toegangsweg tot de wijk Ooyerhoek).
- Uit het bovenstaande blijkt dat Spiers houding tijdens de oorlog enigszins omstreden was. Dat geldt niet voor een naamgenoot Jo Spier (1916-2009): deze  was een verzetsstrijder en een van de leiders bij de Februaristaking.[4]

## Publicaties over en van Jo Spier (selectie)
- Mr. Roel Houwink en Jo Spier: "Onder de 18", Uitgever G. F. Callenbach Nijkerk, 1939.
- Godfried Bomans: Kopstukken. Geïllustreerd met pentekeningen van Jo Spier. Amsterdam, Elsevier, 1947. 27e druk, 1983: ISBN 90-10-04583-8
- Jo Spier: Westen. Amsterdam, uitgeverij Elsevier, 1948. Met tekst van Piet Bakker.
- The Marshall Plan and You. The Hague, Netherlands, Ministry of Economic Affairs, 1949.
- Jo Spier: Album. Amsterdam, Elsevier, 1957.
- Jo Spier: Dat alles heeft mijn oog gezien. Herinneringen aan het concentratiekamp Theresienstadt 1942-1945. Amsterdam, Elsevier, 1978. ISBN 90-10-01965-9
- Michel van der Plas: Vader en moeder. Baarn, Bosch & Keuning, 1987. ISBN 90-246-4621-9 (Interviews met kinderen van beroemde ouders, o.a. met Peter Spier)
- Jo Spier. Tekenaar van een tijdperk Samenst. door G.E. van Baarsel. Stedelijk Museum Zutphen, 2000. ISBN 90-805756-1-5
- Peter van Straaten & Jo Spier. Virtuoze tekenaars van het Nederlandse leven. Persmuseum Amsterdam, 2012. Geen ISBN

## Tentoonstellingen
Tekenen in Tijden van Oorlog, 22 maart t/m 22 juni 2025 in het Stedelijk Museum Zutphen in Zutphen.